# كارولين أوغوستا لورد
كارولين أوغوستا لورد (بالإنجليزية: Caroline A. Lord)‏ هي رسامة أمريكية، ولدت في 10 مارس 1860 في سينسيناتي في الولايات المتحدة، وتوفي بنفس المكان في 1928.

## معرض صور

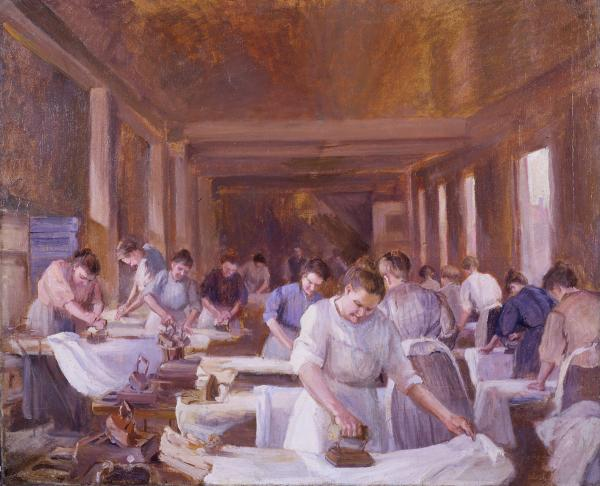
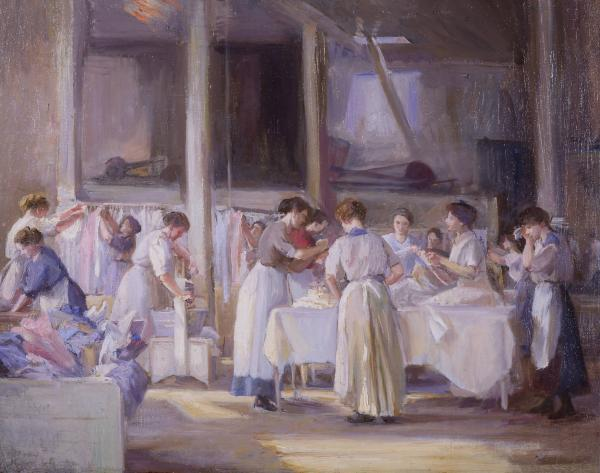
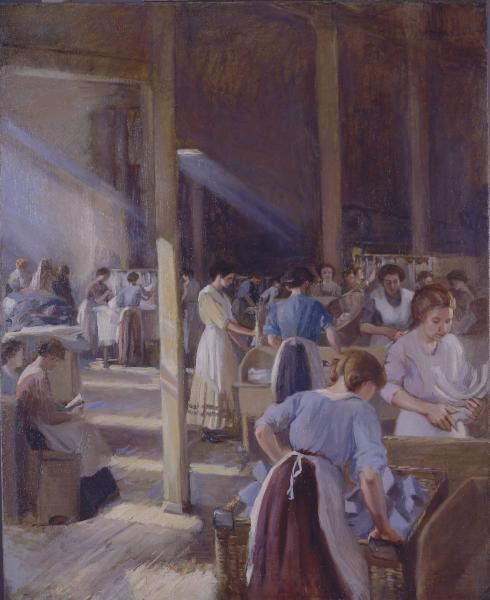